# Ascographa
Ascographa — рід грибів. Назва вперше опублікована 1934 року.

## Класифікація
До роду Ascographa відносять 1 вид:
- Ascographa hederae